# Trnávka (okres Nový Jičín)
Trnávka je obec, která se nachází v okrese Nový Jičín v Moravskoslezském kraji. Žije zde 752 obyvatel.

## Historie

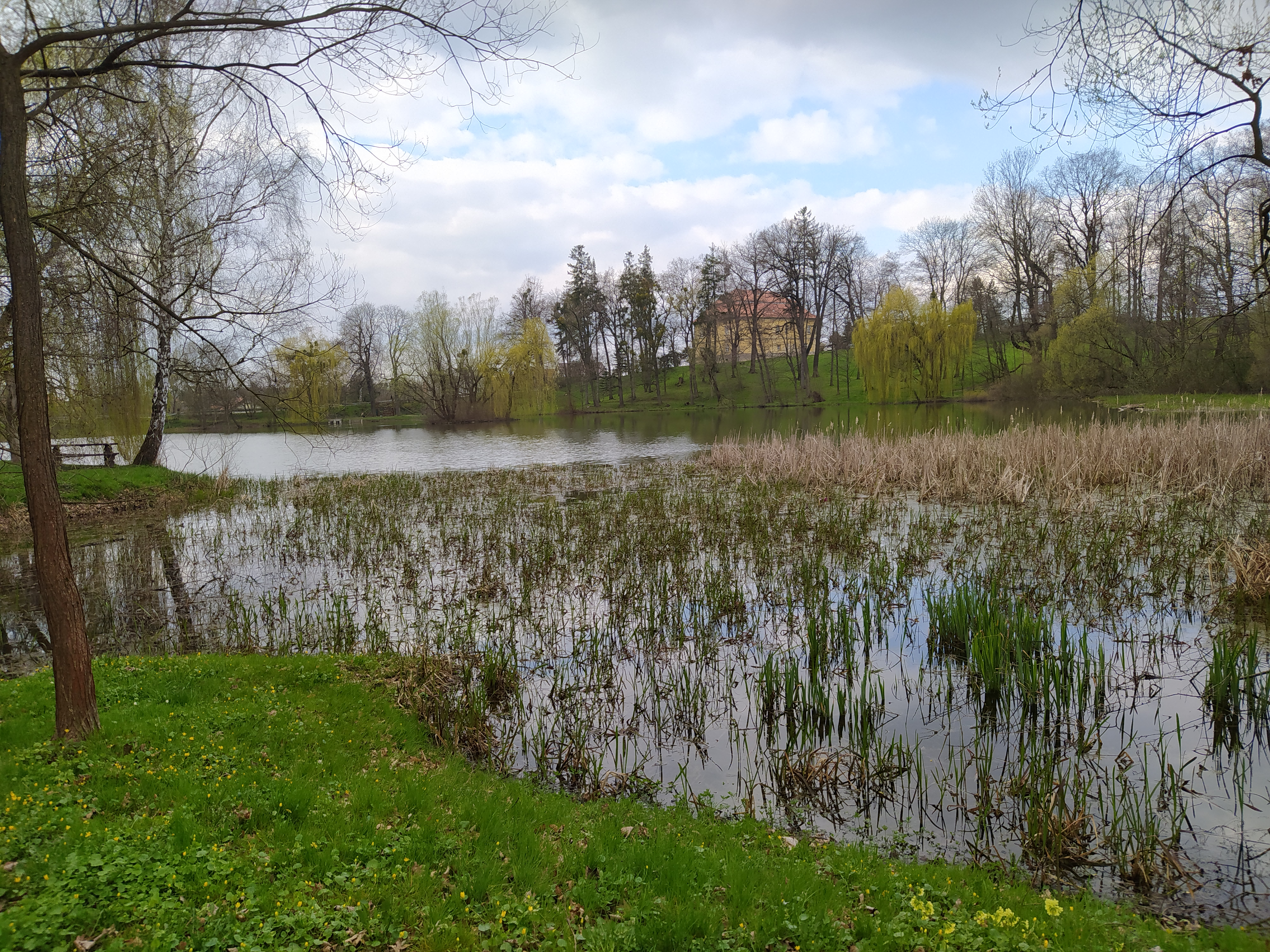
Trnávka - rybník v přírodní rezervaci Rybníky v Trnávce, v pozadí zámek Trnávka

První písemná zmínka o obci pochází z roku 1307.

## Pamětihodnosti
- Zámek Trnávka
- Smírčí kříž
- Kostel sv. Kateřiny
- Kaple sv. Jana Nepomuckého
- V březnu roku 2007 zde bylo vysazeno 92 stromů, převážně ovocných, v rámci projektu Alej národů.
- Přírodní rezervace Rybníky v Trnávce